# 1704 у літературі

## Книги
- «Казка про бочку» (англ. «A Tale Of A Tub») — сатиричний твір Джонатана Свіфта.
- Антуан Галлан опублікував перший переклад «Казок тисячі та однієї ночі» європейською (французькою) мовою.

## Народились
- 12 лютого — Шарль Піно Дюкло, французький письменник.

## Померли
- 23 лютого — Енріко Норіс, італійський теолог.
- 12 квітня — Жак Бенінь Боссюе, французький богослов, письменник.
- 28 жовтня — Джон Локк, англійський філософ.